# Biserica romano-catolică din Bălți
Biserica „Sfinții Arhangheli” din Bălți este unicul lăcaș de cult romano-catolic din municipiul Bălți. În 1998, primăria a acceptat decizia consiliului urbanistic privind acordarea terenului pentru construcția bisericii pe teritoriul Parcului central din oraș. În anul 2000 a început construcția edificiului.

## Reconstrucția bisericii
La 29 septembrie 2010, cu ocazia sărbătorii de hram, a fost oficiată sfințirea bisericii și consacrarea altarului. Sfânta Liturghie a fost celebrată de către Anton Coșa, episcop romano-catolic de Chișinău.
Serviciile religioase se desfășoară în limbile rusă, poloneză și română.

## Istoric
Biserica romano-catolică anterioară, construită în anul 1821, a fost distrusă în timpul celui de-Al doilea război mondial. Serviciile religioase au continuat până în 1962 în fosta capelă armeană. În anul 1962 autoritățile  sovietice au desființat parohia romano-catolică. Slujbele s-au desfășurat în continuare în clandestinitate, până în anul 1988, când autoritățile au recunoscut din nou parohia.